# Eppes, Aisne
Eppes är en kommun i departementet Aisne i regionen Hauts-de-France i norra Frankrike. Kommunen ligger  i kantonen Laon-Sud som ligger i arrondissementet Laon. År 2022 hade Eppes 438 invånare.

## Befolkningsutveckling
Antalet invånare i kommunen Eppes
Referens: INSEE